# Arrondissement Thonon-les-Bains
Das Arrondissement Thonon-les-Bains ist eine Verwaltungseinheit des französischen Départements Haute-Savoie in der französischen Region Auvergne-Rhône-Alpes. Hauptort (Unterpräfektur) ist Thonon-les-Bains.
Das Arrondissement besteht aus 70 Gemeinden.

## Gemeinden
Die Gemeinden des Arrondissements Thonon-les-Bains sind:
| 1. Abondance (74001)           | 2. Allinges (74005)                 | 3. Anthy-sur-Léman (74013)       | 4. Armoy (74020)            |
| 5. Ballaison (74025)           | 6. La Baume (74030)                 | 7. Bellevaux (74032)             | 8. Bernex (74033)           |
| 9. Le Biot (74034)             | 10. Boëge (74037)                   | 11. Bogève (74038)               | 12. Bonnevaux (74041)       |
| 13. Bons-en-Chablais (74043)   | 14. Brenthonne (74048)              | 15. Burdignin (74050)            | 16. Cervens (74053)         |
| 17. Champanges (74057)         | 18. La Chapelle-d’Abondance (74058) | 19. Châtel (74063)               | 20. Chens-sur-Léman (74070) |
| 21. Chevenoz (74073)           | 22. La Côte-d’Arbroz (74091)        | 23. Douvaine (74105)             | 24. Draillant (74106)       |
| 25. Essert-Romand (74114)      | 26. Évian-les-Bains (74119)         | 27. Excenevex (74121)            | 28. Fessy (74126)           |
| 29. Féternes (74127)           | 30. La Forclaz (74129)              | 31. Les Gets (74134)             | 32. Habère-Lullin (74139)   |
| 33. Habère-Poche (74140)       | 34. Larringes (74146)               | 35. Loisin (74150)               | 36. Lugrin (74154)          |
| 37. Lullin (74155)             | 38. Lully (74156)                   | 39. Lyaud (74157)                | 40. Margencel (74163)       |
| 41. Marin (74166)              | 42. Massongy (74171)                | 43. Maxilly-sur-Léman (74172)    | 44. Meillerie (74175)       |
| 45. Messery (74180)            | 46. Montriond (74188)               | 47. Morzine (74191)              | 48. Nernier (74199)         |
| 49. Neuvecelle (74200)         | 50. Novel (74203)                   | 51. Orcier (74206)               | 52. Perrignier (74210)      |
| 53. Publier (74218)            | 54. Reyvroz (74222)                 | 55. Saint-André-de-Boëge (74226) | 56. Saint-Gingolph (74237)  |
| 57. Saint-Jean-d’Aulps (74238) | 58. Saint-Paul-en-Chablais (74249)  | 59. Saxel (74261)                | 60. Sciez (74263)           |
| 61. Seytroux (74271)           | 62. Thollon-les-Mémises (74279)     | 63. Thonon-les-Bains (74281)     | 64. Vacheresse (74286)      |
| 65. Vailly (74287)             | 66. Veigy-Foncenex (74293)          | 67. La Vernaz (74295)            | 68. Villard (74301)         |
| 69. Vinzier (74308)            | 70. Yvoire (74315)                  |                                  |                             |

## Neuordnung der Arrondissements 2024
Der Erlass der Präfektin der Region Auvergne-Rhône-Alpes vom 2. Juni 2023 legte mit Wirkung zum 1. Januar 2024 eine Neuordnung des Zuschnitts der Arrondissements des Départements Haute-Savoie fest.
Die Gemeinden La Côte-d’Arbroz und Les Gets wechselten vom Arrondissement Bonneville zum Arrondissement Thonon-les-Bains.